# Llum Ashen
La llum Ashen, en anglès: Ashen light, derivat d'ash: 'cendra', que literalment significa llum cendrosa o pàl·lida, és un fenomen que s'ha observat per part d'astrònoms des de la Terra que consisteix en una brillantor groguenca emesa des del planeta Venus
Va ser observat per primera vegada per Giovanni Riccioli el 9 de gener de 1643. Molts astrònoms posen en dubte l'existència real del fenomen alguns el consideren només una il·lusió òptica i d'altres creuen que es tracta d'evidències de tempestes elèctriques en l'atmosfera de Venus.
L'equip soviètic rus que des de 1971 es va dedicar a analitzar les dades proporcionades per la sonda Venera 7 i les següents, hi van detectar una activitat elèctrica extrema en les capes baixes de l'atmosfera de Venus. Dades similars s'obtingueren de la sonda Galileu el febrer de 1990. També les dades de la sonda Venus Express, publicades a la revista Nature el 29 de novembre de 2007 incloïen la presència de llampecs elèctrics en el núvols d'àcid sulfúric de Venus.
En l'actualitat, tanmateix, es posa en dubte la relació efectiva entre el fenomen de l'activitat elèctrica atmosférica de venus i les observacions amb telescopis des de la Terra, per tant, les anomenades "llums Ashen" romanen com un possible efecte òptic.